# Paul Badura-Skoda
Paul Badura-Skoda (Wenen, 6 oktober 1927 – aldaar, 25 september 2019) was een Oostenrijks pianist. Hij bouwde een internationale carrière op.

## Biografie
Badura-Skoda won een Oostenrijkse muziekcompetitie aan het begin van zijn muziekcarrière in 1947. Hij was in de leer bij Edwin Fischer. Sinds 1949 trad hij met vooraanstaande dirigenten op zoals Wilhelm Furtwängler en Herbert von Karajan.
Hij vervolgde een internationale carrière en speelde meer dan tweehonderd stukken waarvan een belangrijk deel afkomstig was van componisten als Mozart, Beethoven und Schubert.
Wat voor een pianist van zijn kaliber eerder uitzonderlijk is, is zijn toepassing van de historische uitvoeringspraktijk. Hij dankte zijn bekendheid voor een deel aan de verzamelwerk van pianosonaten van Mozart en Schubert op historische vleugels bij het label Astree. Veel ander werk verscheen via het label Genuin Classics.
Samen met zijn vrouw Eva Halfar trad hij ook naar voren als componist en muziekuitgever. Daarnaast schreef hij cadenza's (improviseerwerk) voor pianoconcerten. Hij heeft een eredoctoraat van de Hochschule für Musik und Darstellende Kunst Mannheim.
Door de schenking van zijn muziekverzameling aan het Musikinstrumentenmuseum Schloss Kremsegg in Kremsmünster is daar een speciale collectie aan hem gewijd.

## Onderscheidingen (selectie)
- 1976: Oostenrijks Erekruis voor Wetenschap en Kunst, 1e klasse
- 1978: Bösendorfer Ring
- 1993: Ridder in het Legioen van Eer
- 1997: Commandeur in de Orde van Kunsten en Letteren
- 2007: Ereteken van Verdienste van het Bondsland Wenen
- 2007: Groot Zilveren Ereteken van Verdienste voor de Republiek Oostenrijk

- Biblioteca Nacional de España: XX896811
- Bibliothèque nationale de France: cb11889848q (data)
- CiNii: DA01373965
- Gemeinsame Normdatei: 124411266
- International Standard Name Identifier: 0000 0001 0903 4854
- Library of Congress Control Number: n81147251
- Nationale Bibliotheek van Letland: 000009816
- MusicBrainz: ba7e4f58-e926-4b18-ab32-d36f8f08c2ff
- Bibliotheek van het Japanse parlement: 00432037
- Nationale Bibliotheek van Tsjechië: jn19990000357
- Nationale Bibliotheek van Israël: 987007273189205171
- Nationale Bibliotheek van Polen: a0000001056277
- Nederlandse Thesaurus van Auteursnamen: 068008058
- LIBRIS: 176534
- SNAC: w66w9hjf
- Système universitaire de documentation: 026700441
- Virtual International Authority File: 56605340
- WorldCat: E39PBJdMhwfD6GjHWvbKcDdRKd